# Gaëtan Krebs
Gaëtan Krebs,  né le 18 novembre 1985 à Mulhouse  est un footballeur français devenu entraîneur. Durant sa carrière de joueur, entre 2005 et 2020, il évolue au poste de milieu offensif.  

## Biographie
En 1998, il intègre le centre de préformation de Madine, pour deux saisons.
En février 2003, celui qui avait déjà été appelé la saison passée en équipe de France U16, est convoqué pour un stage de détection avec l'équipe de France des moins de 18 ans, au CTNFS à Clairefontaine, aux côtés notamment de Lassana Diarra, Mohamed Sissoko et Yannick Cahuzac, mais blessé au dos, il doit déclarer forfait.
Il dispute son premier match officiel professionnel avec le RC Strasbourg le 26 octobre 2005 à 19 ans contre le SM Caen.
Lors de la saison 2022-2023, il suit au CNF Clairefontaine la formation au DESJEPS mention football.

## Palmarès
RC Strasbourg
- Finaliste de la Coupe Gambardella 2002-2003

 Karlsruher SC
- Champion d'Allemagne de football D3 2012-2013,

## Divers
Avec une taille de seulement 1,65 m, il est le plus petit joueur de la Bundesliga. 